# Gmina Godziszów
Die Gmina Godziszów ist eine Landgemeinde im Powiat Janowski der Woiwodschaft Lublin in Polen. Ihr Sitz ist das gleichnamige Dorf mit etwa 2250 Einwohnern.

## Gliederung
Zur Landgemeinde Godziszów gehören folgende Ortschaften mit einem Schulzenamt:
Andrzejów
Godziszów Pierwszy
Godziszów Drugi
Godziszów Trzeci
Kawęczyn
Piłatka
Rataj Ordynacki
Wólka Ratajska
Zdziłowice Pierwsze
Zdziłowice Drugie
Zdziłowice Trzecie
Zdziłowice Czwarte
Weitere Orte der Gemeinde sind Nowa Osada und Rataj Poduchowny.